# Südsteirische Grenz Straße
Die Südsteirische Grenz Straße (B 69) – in Kärnten Südsteirische Grenzstraße – ist eine Landesstraße in Österreich. Sie verläuft auf einer Länge von 107,6 km entlang der Grenze der Steiermark zu Slowenien. Ihr Anfang befindet sich allerdings in Kärnten an der Drau. Über die Soboth führt die Straße in die Steiermark und durch die Lavanttaler Alpen zur Mur, in deren Nähe sie bis zu ihrem Ende an der Staatsgrenze zu Slowenien bei Bad Radkersburg verläuft.

## Geschichte
Die Straße von Spielfeld über Mureck, Radkersburg, Kreuzdorf, Luttenberg bis Friedau wurde durch das Gesetz vom 3. Oktober 1868 den Bezirksstraßen I. Klasse zugerechnet. Durch einen Beschluss des steirischen Landtages vom 10. Dezember 1885 wurde der westliche Streckenabschnitt zwischen Spielfeld und Radkersburg zu einer Bezirksstraße II. Klasse abgestuft. Am 12. November 1890 beschloss der steirische Landtag, auch den östlichen Streckenabschnitt zwischen Radkersburg und Luttenberg zu einer Bezirksstraße II. Klasse abzustufen.
Die Untere Murtal-Straße von Straß über Mureck nach Radkersburg wurde durch Verordnung der Bundesregierung vom 9. Juni 1933 zur Bundesstraße erklärt. Bis 1938 wurde die Untere Murtal-Straße als B 24 bezeichnet, nach dem Anschluss Österreichs wurde die Untere Murtal-Straße nicht mehr als Reichsstraße geführt.
Die Südsteirische Grenz Straße zwischen Straß und Eibiswald gehört seit dem 1. Jänner 1951 zum Netz der Bundesstraßen in Österreich.
Die Sobother Straße zwischen Eibiswald und Lavamünd gehört erst seit dem 1. Juni 1961 zum Netz der Bundesstraßen in Österreich. Früher wurde sie auf Kärntner Seite als Landesstraße Nr. 148 geführt und als Lavamünder Alpen Straße bezeichnet.
Die Südsteirische Grenz Straße sollte ab dem 10. September 2018 zwischen dem Sobother Stausee und der Kärntner Landesgrenze zu einer Landesstraße zurückgebaut werden. In den nächsten Jahren soll sie auf dem gesamten Verlauf zurückgebaut werden. Die Fahrbahnbreite wird von 8 Meter auf 6,5 Meter reduziert. Radclub Eibiswald, Tourismus und Bürgermeister äußerten hierzu Bedenken. Das Vorhaben wurde zunächst gestoppt.